# Европейский вал
«Пограничные укрепления Украины», проект «Стена», «Стена Яценюка» (укр. Європейський вал, Проєкт «Стіна») — односторонняя инициатива украинского руководства по демаркации границы с Россией.
Первоначально проект назывался «Стена». 19 ноября 2014 года Кабинет Министров Украины принял решение утвердить указ Петра Порошенко об одностороннем обозначении линии украинско-российской границы. Проект предусматривает сооружение траншей, рвов, а также специальных объектов.

## Описание
Проект был представлен Арсением Яценюком на заседании Кабинета Министров Украины 3 сентября 2014 года. Предлагалось в течение шести месяцев обустроить оборонительные сооружения, системы наблюдения на всей длине украинской границы с Россией. Также должно было быть оборудовано морское побережье государства и демаркационная линия на границе с Крымом.
Общая протяжённость российско-украинской границы составляет более 2000 километров. Реализация указа Президента Украины уже началась в Черниговской, Сумской и Харьковской областях. Согласно плану украинских властей, «Европейский вал» должен был стать восточной границей Европейского союза (Евросоюз). Как утверждал сам Яценюк, строительство имело следующие задачи:
1. безопасность;
2. оборона от диверсантов и разведывательно-диверсионных групп;
3. остановка незаконной миграции;
4. остановка передачи оружия, наркотиков, радиоактивных материалов и других запрещённых предметов;
5. подготовка к введению безвизового режима с Евросоюзом.

Строительство вала, как полагают украинские власти, должно снизить уровень преступности в приграничных зонах, приостановить неконтролируемый оборот оружия, наркотиков и торговлю людьми.
Количество рвов — не менее трёх, при этом между ними должна была проходить контрольно-следовая полоса, также пространство между ними должно патрулироваться. Сами рвы должны были быть обнесены Т-образным забором высотой от 4 до 6 метров.

## Строительство
1. Граница Украины и России нередко проходит через деревни и посёлки.
2. Главный ход Северо-Кавказской железной дороги до 2017 года проходил примерно 10 км по Луганской области.
3. При пересечении с реками необходимо строить мосты и другие сооружения.

12 сентября 2014 года Кабинет министров Украины выделил первые 100 миллионов гривен (4,5 млн долларов) для начала работ.
18 февраля 2015 года был утверждён переработанный проект. При этом часть стоимости проекта будет покрыта за счёт европейских стран-доноров, а определенные участки строительства будут вестись при непосредственном участии местных общин.
В течение 2015—2018 годов на проект было выделено 1,3 млрд гривен. На эти деньги было оборудовано около 30 % протяженности российско-украинской границы (340 км противотранспортных рвов, 250 км рокадных дорог), переоснащены пять пограничных подразделений. На 2019 год запланировано выделение 400 млн гривен, которые пойдут на обустройство 50 километров противотранспортных рвов, 9,5 км сетчатого ограждения, устройство 65,8 км рокадных дорог, оборудование 40 инженерных переходов для рокадных дорог.
В августе — ноябре 2017 года НАБУ задержала 8 подозреваемых, которым инкриминировали хищение порядка 16 млн гривен.
По состоянию на конец мая 2020 года готовность объекта оценивали в 40 %. В связи с уменьшением финансирования и ростом стоимости работ конец строительства запланирован на 2025 год. По состоянию на 19 мая 2021 года Государственная пограничная служба Украины выполнила работы по реализации проекта Стена на 51,4 %.
В феврале 2022 года строительство было остановлено после начала вторжения России на Украину.

## Критика проекта
Проект критикуется как российской, так и украинской стороной. По состоянию на осень 2016 года был построен лишь сравнительно невысокий забор у пропускных пунктов. Кроме того, были выявлены факты коррупции при строительстве.
Народный депутат Украины Елена Сотник после инспекции на границе раскритиковала ход строительных работ и назвала весь проект «ямой стоимостью 4 миллиарда гривен».